# إريكا ياماساكي
إريكا ياماساكي (بالإنجليزية: Erika Yamasaki) هي رباعة أسترالية، ولدت في 2 سبتمبر 1987 في داروين في أستراليا.

## روابط خارجية
- إريكا ياماساكي على موقع الاتحاد الدولي (الإنجليزية)
- إريكا ياماساكي على موقع اللجنة الأولمبية الدولية (الإنجليزية)
- إريكا ياماساكي على موقع أوليمبيديا (الإنجليزية)
- إريكا ياماساكي على موقع اللجنة الأولمبية الأسترالية (الإنجليزية)
- إريكا ياماساكي على موقع اتحاد ألعاب الكومنولث (مؤرشف) (الإنجليزية)
- إريكا ياماساكي على موقع دورة ألعاب الكومنولث 2006 (مؤرشف) (الإنجليزية)